# Wojciech Tochman
Wojciech Łukasz Tochman (ur. 12 kwietnia 1969 w Krakowie) – polski reportażysta i pisarz.

## Życiorys
Absolwent XI Liceum Ogólnokształcącego Krakowie. Ukończył studia dziennikarskie na Uniwersytecie Warszawskim.
Debiutował jeszcze jako licealista – w 1987 – reportażem o szkolnej szatni na łamach młodzieżowego tygodnika „Na przełaj”. W 1990 do pracy w dziale reportażu „Gazety Wyborczej” przyjęła go Hanna Krall. Pierwszym tekstem Tochmana była „Bajka o dobrym księgowym”. Do 2004 pracował pod kierunkiem Małgorzaty Szejnert. W „Gazecie” (głównie w dodatku „Duży Format”) publikował reportaże i felietony do czerwca 2019. Od 1996 do 2002 prowadził w TVP1 program poświęcony osobom zaginionym „Ktokolwiek widział, ktokolwiek wie”. W 1999 założył Fundację ITAKA, poszukującą zaginionych i pomagającą ich rodzinom. W 2009, jako fundator, został członkiem Rady Fundacji.
Jest pomysłodawcą Klubu HEBAN i koordynatorem jego działań. W latach 2009–2016 fundacja Klub Heban udzielała pomocy dzieciom we wsi Nyakinama w Rwandzie. Od 2018 wspiera leczenie osób cierpiących na choroby psychiczne w Kambodży.
W 2009 założył w Warszawie wraz z Pawłem Goźlińskim i Mariuszem Szczygłem Instytut Reportażu, w którym stworzył Faktyczny Dom Kultury oraz kluboksięgarnię „Wrzenie Świata” przy ul. Gałczyńskiego w Warszawie. Jest autorem koncepcji i pierwszego programu Polskiej Szkoły Reportażu działającej od 2009 przy Instytucie Reportażu. W latach 2009–2017 członek zarządu Fundacji Instytut Reportażu. Od 2017, jako fundator, jest członkiem Rady Fundacji.
W latach 2017–2019 zasiadał w międzynarodowym jury UNESCO/Guillermo Cano World Press Freedom Prize (w 2019 jako przewodniczący). Należy do Polskiego PEN Clubu.

## Publikacje

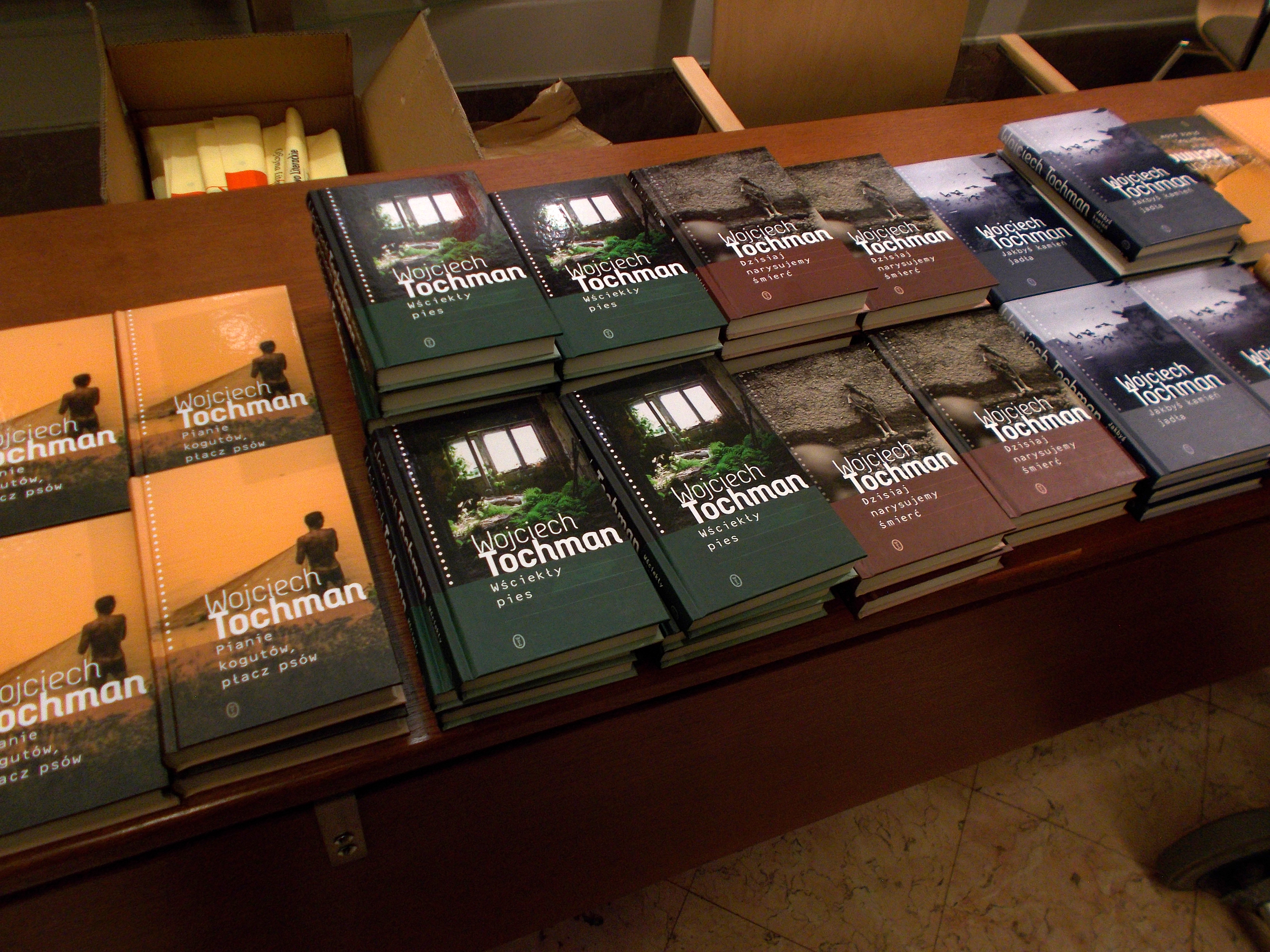
Książki opublikowane i wznowione przez Wyd. Literackie w 2019

- Schodów się nie pali (Społeczny Instytut Wydawniczy Znak, 2000 i 2006, Dowody na Istnienie -2016, Wydawnictwo Literackie 2019) – debiutancki zbiór reportaży
- Jakbyś kamień jadła (Pogranicze, 2002 i 2005, Wydawnictwo Czarne, 2008, Wydawnictwo Literackie 2018) – opowieść reporterska o powojennej Bośni
- Córeńka (Społeczny Instytut Wydawniczy Znak, 2005) – powieść reporterska o poszukiwaniach dziennikarki Gazety Wyborczej Beaty Pawlak po zamachu terrorystycznym na wyspie Bali
- Wściekły pies (Społeczny Instytut Wydawniczy Znak, 2007, Wydawnictwo Literackie 2018) – tom reportaży
- Bóg zapłać (Wydawnictwo Czarne, 2010) – tom reportaży
- Dzisiaj narysujemy śmierć (Wydawnictwo Czarne 2010, Wydawnictwo Literackie 2018) – książka o ludobójstwie w Rwandzie
- Eli, Eli (Wydawnictwo Czarne, 2013, Wydawnictwo Literackie 2021) – reporterska opowieść o slumsach w Manili stolicy Filipin
- Kontener (współautor z Katarzyną Boni, Wydawnictwo Agora, 2014) – książka o losach syryjskich uchodźców w Jordanii.
- Krall (edycja wspólnie z Mariuszem Szczygłem, Dowody na Istnienie, 2015) – rozmowa Wojciecha Tochmana z Hanną Krall.
- Pianie kogutów, płacz psów (Wydawnictwo Literackie, 2019) – opowieść reporterska o współczesnej Kambodży.
- Historia na śmierć i życie (Wydawnictwo Literackie, 2023) – opowieść reporterska o głośnym zabójstwie na warszawskim Tarchominie w 1996 roku i sprzeciw wobec kary dożywotniego pozbawienia wolności w Polsce[4].

Jego książki są tłumaczone m.in. na angielski, francuski, niemiecki, włoski, szwedzki, fiński, ukraiński, rosyjski, niderlandzki, bośniacki, hiszpański, portugalski, czeski, słowacki, węgierski oraz arabski.

## Nagrody i wyróżnienia

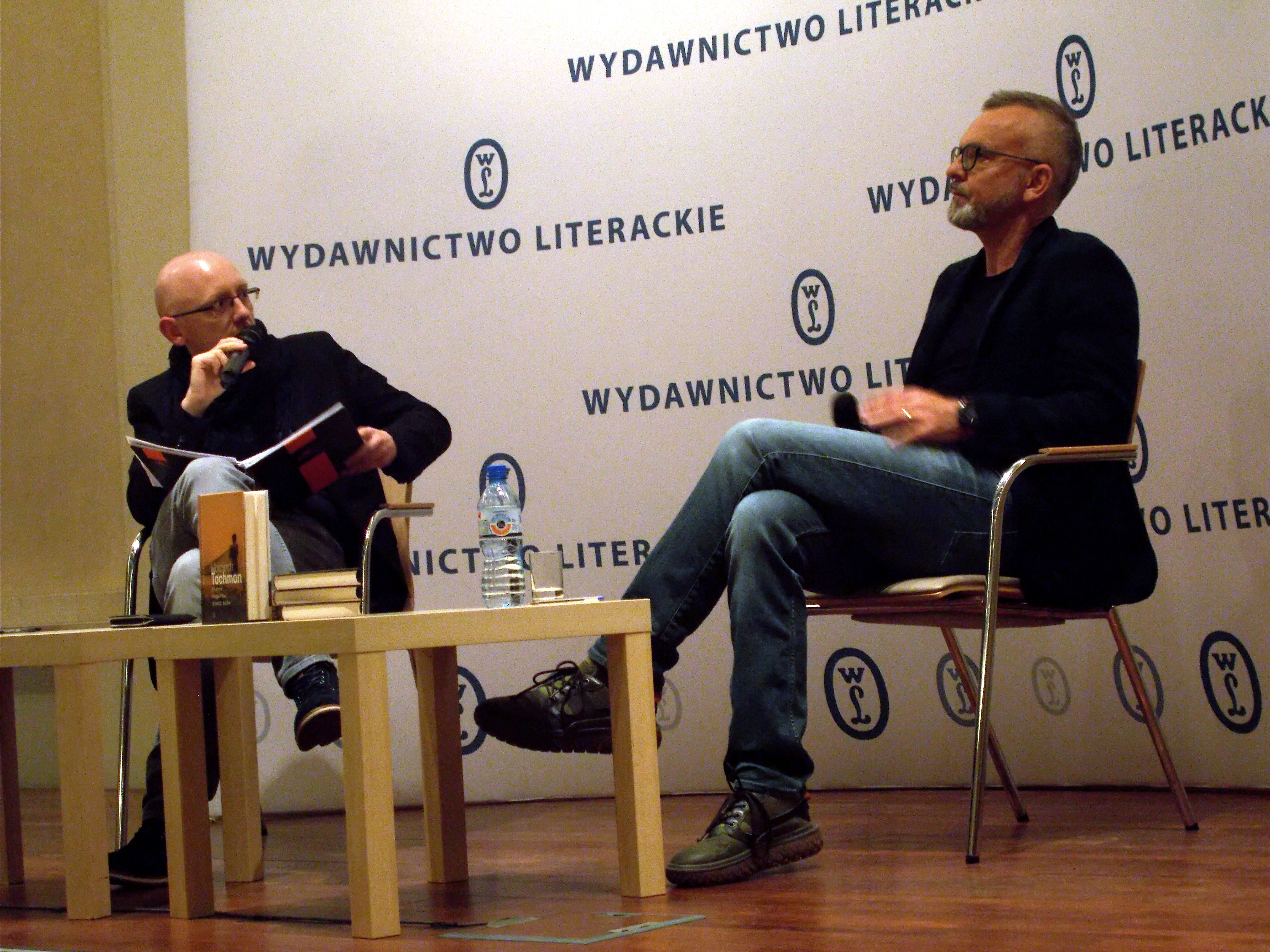
Spotkanie z czytelnikami w kwietniu 2019 w Krakowie

- 1998: Reporter Roku (według czytelników Gazety Wyborczej)
- 2001: finalista Nagrody Literackiej Nike za książkę „Schodów się nie pali”
- 2002: nominacja do nagrody im. Dariusza Fikusa przyznawanej przez dziennik Rzeczpospolita
- 2003: finalista Nagrody Literackiej Nike za książkę „Jakbyś kamień jadła”
- 2004: finalista prestiżowej nagrody Prix RFI „Témoin du Monde” przyznawanej w Paryżu przez Radio France International
- 2007: nagroda Poznańskiego Przeglądu Nowości Wydawniczych „Książka Jesieni 2007” (przyznawana przez Bibliotekę Raczyńskich, Radio Merkury i Polskie Towarzystwo Wydawców Książek) dla „Wściekłego psa”
- 2009: nominacja do MediaTORów 2009 w kategorii AuTORytet
- 2011: finalista Środkowoeuropejskiej Nagrody Literackiej Angelus
- 2015: nagroda medialna „Pióro Nadziei” przyznawana przez Amnesty International „za pracę na rzecz promocji i ochrony praw człowieka”[5]
- 2016: Premio Kapuscinski (przyznawana w Rzymie)
- 2019: Warszawska Premiera Literacka – nagroda za maj 2019 za książkę „Pianie kogutów, płacz psów”[6]
- 2020: nominacja do Nagrody Literackiej Nike za książkę „Pianie kogutów, płacz psów”[7]